# Graz Giants 1990
Questa voce raccoglie le informazioni riguardanti i Graz Giants nelle competizioni ufficiali della stagione 1990.
I dati sono noti in modo frammentario.

## Austrian Football League 1990

### Stagione regolare
| Graz 1º aprile 1990 | Graz Giants | 24 – 12 | Vienna Vikings |  |

| Vienna 26 maggio 1990 | Vienna Vikings | 30 – 13 | Graz Giants | Schmelz Sportzentrum |

### Playoff
| Vienna 17 giugno 1990 Semifinale | Vienna Vikings | 8 – 28 | Graz Giants | Schmelz Sportzentrum |

| Linz 1º luglio 1990 Austrian Bowl | Graz Giants | 59 – 7 | Klosterneuburg Mercenaries |  |

## Statistiche di squadra
| Competizione      | %Vittorie | In casa | In casa | In casa | In casa | In casa | In casa | In trasferta | In trasferta | In trasferta | In trasferta | In trasferta | In trasferta | Totale | Totale | Totale | Totale | Totale | Totale |
| Competizione      | %Vittorie | G       | V       | N       | P       | Pf      | Ps      | G            | V            | N            | P            | Pf           | Ps           | G      | V      | N      | P      | Pf     | Ps     |
| ----------------- | --------- | ------- | ------- | ------- | ------- | ------- | ------- | ------------ | ------------ | ------------ | ------------ | ------------ | ------------ | ------ | ------ | ------ | ------ | ------ | ------ |
| Stagione regolare | .750      | 1+?     | 1+?     | 0+?     | 0+?     | 24+?    | 12+?    | 1+?          | 0+?          | 0+?          | 1+?          | 13+?         | 30+?         | 8      | 6      | 0      | 2      | 233    | 84     |
| Playoff           | 1.000     | 1       | 1       | 0       | 0       | 59      | 7       | 1            | 1            | 0            | 0            | 28           | 8            | 2      | 2      | 0      | 0      | 87     | 15     |
| Totale            | .800      | 2+?     | 2+?     | 0+?     | 0+?     | 83+?    | 19+?    | 2+?          | 1+?          | 0+?          | 1+?          | 41+?         | 38+?         | 10     | 8      | 0      | 2      | 320    | 99     |